# Orindiúva

Orindiúva este un oraș în São Paulo (SP), Brazilia.